# Ústav fyziky plazmatu Akademie věd České republiky
Ústav fyziky plazmatu AV ČR, v. v. i., je veřejná výzkumná instituce, součást Akademie věd České republiky. Zabývá se studiem fyziky plazmatu, souvisejících procesů a jejich využitím a výzkumem řízené termojaderné fúze. 
Ústav byl založen v roce 1959 (tehdy ještě pod názvem Výzkumný ústav vakuové elektroniky). Roku 1974 získal ústav sovětský Tokamak TM-1-MH, který byl uveden do provozu v roce 1977. Od roku 2008 do roku 2021 provozoval ústav Tokamak COMPASS, největší tokamak v České republice. Nyní[kdy?] se staví nový tokamak se špičkovými parametry s názvem COMPASS-U. Spolu s Fyzikálním ústavem AV ČR se také podílí na chodu Badatelského centra PALS provozujícího jódový laserový systém Asterix IV. Ústav byl v roce 2009 časopisem 21. století jmenován mezi deseti nejúspěšnějšími ústavy Akademie.
Jednotlivé vědecké sekce ústavu se zaměřují na řízení termojaderného slučování, využití elektrických výbojů, interakci plazmatu s jinými skupenstvími hmoty, likvidaci odpadů v proudu plazmatu, procesy plazmového stříkání, výzkum a vývoj v oblasti ultrapřesné a speciální optiky a řešení dalších problémů souvisejících s plazmatem.

## Struktura

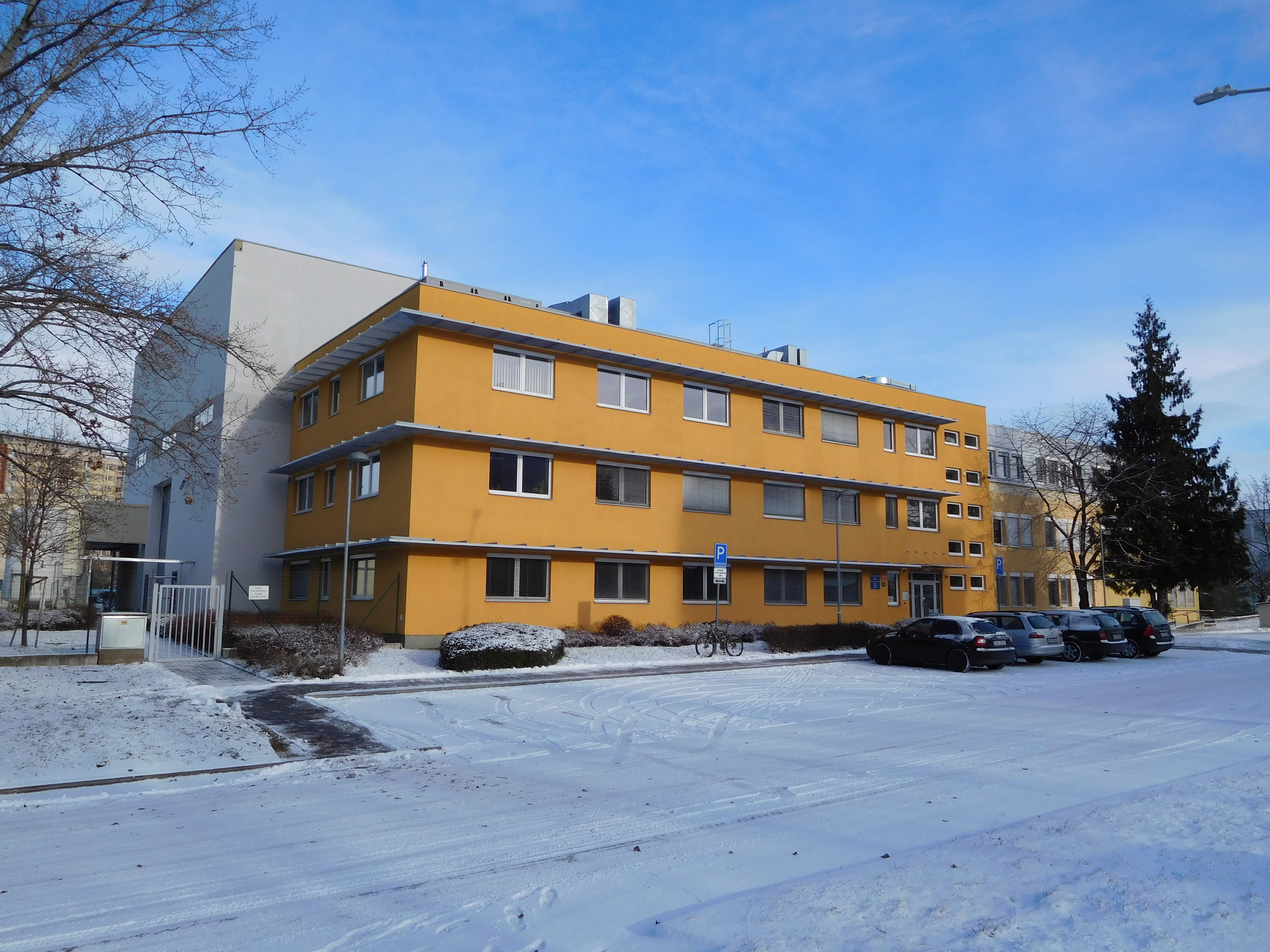
Budova tokamaku

Ústav fyziky plazmatu má čtyři výzkumné sekce:
- Fúzní plazma
- Laserové plazma
- Plazmochemie a materiály
- TOPTEC

## Činnost ústavu

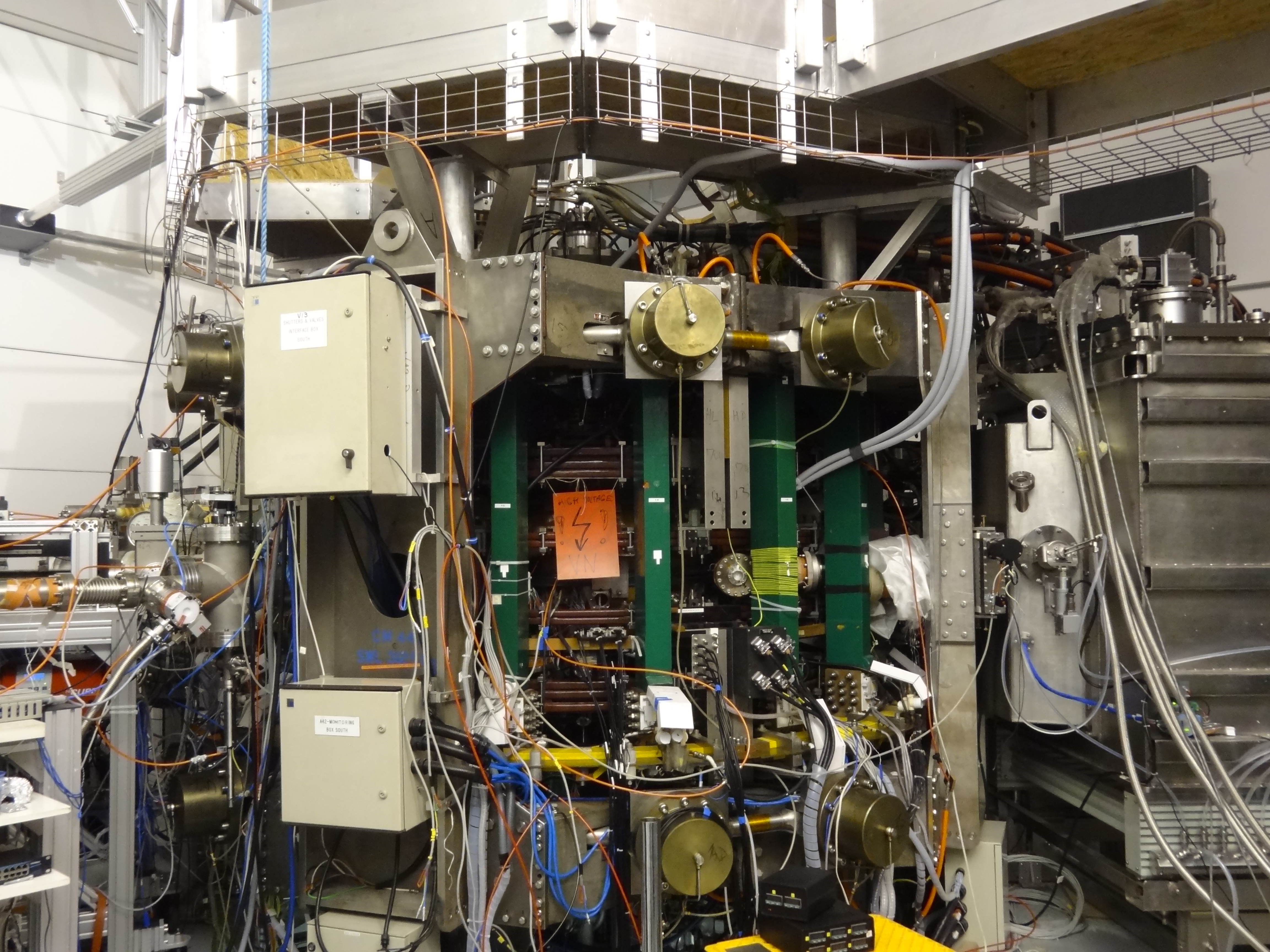
Tokamak COMPASS

Obor plazmat studovaných v ústavu zahrnuje plazmata od relativně studených výbojových plazmat s teplotami do 40 tisíc K (energie řádu 1 eV) až po velmi horká laserová plazmata s teplotami řádu desítek miliónů K (energie přes 1 keV). Rovněž obor hustot studovaných plazmat je velmi široký: od plazmatu s hustotou o mnoho řádů nižší než hustota plynu za atmosférického tlaku (výboje v tokamacích) až po plazma s hustotou srovnatelnou s hustotou pevné fáze (počáteční fáze vytváření laserového plazmatu). Podle doby života lze v ústavu studované typy plazmatu rozdělit na v podstatě stacionární termální – rovnovážná – plazmata (plazmatronové výboje), kvazistacionární výbojová plazmata s dobou života několik desetin sekundy (plazma tokamaku COMPASS) a nestacionární silně nerovnovážná plazmata s dobou života 1 μs i méně (impulzní plazmové systémy a laserové plazma).
Aplikovaný výzkum ústavu zahrnuje např. vývoj materiálů schopných odolávat dlouhodobému působení horkého plazmatu v tokamacích. Ty jsou připravovány plazmovými nástřiky (vodou stabilizovaným plazmatronem patentovaným ústavem), analyzovány a optimalizovány v oddělení materiálového inženýrství. Další oblastí aplikovaného výzkumu jsou pokročilé optické systémy, vyvíjené jak pro průmyslovou sféru, tak pro výzkumné organizace, včetně např. ESA.

## Historie

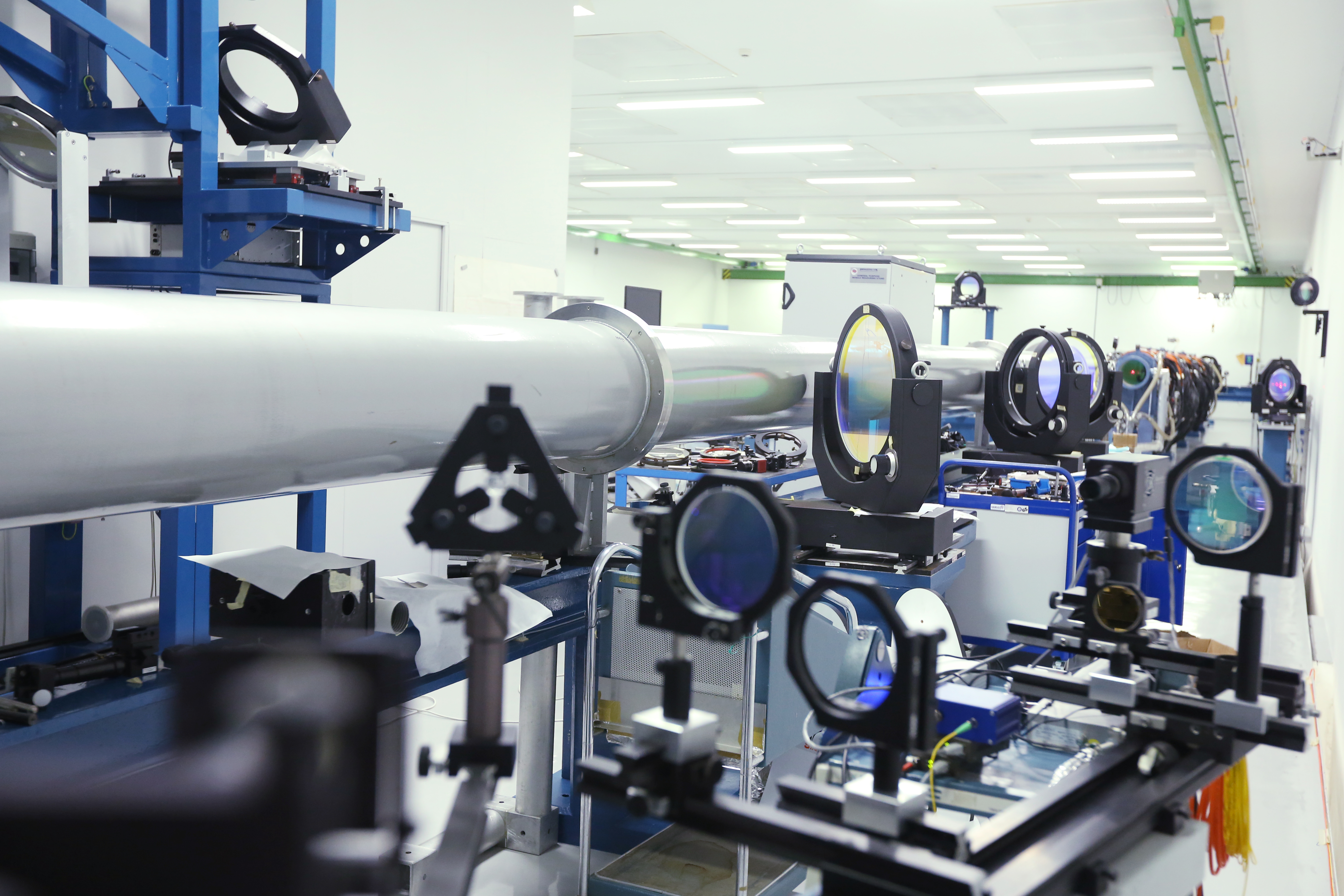
Centrum PALS s laserem Asterix

- 1. 1. 1959 Založení Ústavu vakuové elektroniky Československé akademie věd z cca 50 bývalých zaměstnanců Výzkumného ústavu vakuové elektroniky – zejména oddělení urychlovačů; ředitel Ing. Jan Váňa.
- 1960 Vývoj lékařského betatronu ve spolupráci s Chiranou (Karel Rytina, Lubomír Pikulík…)
- 1963 Experimentální zařízení Elman 1 – spuštění lineární magnetické plazmatické pasti s elektronovým svazkem (Miloš Seidl…).
- 1968 Transformace Bernsteinových vln – dodnes často citovaná teoretická práce (Vladimír Kopecký, Josef Preinhaelter).
- 1972 Zachycení elektronů svazku do vln vybuzených tímto svazkem, univerzálnost silně nelineárního efektu – teoretická předpověď (Karel Jungwirth), experimentální důkaz na zařízení ELMAN II (Pavel Šunka, Jiří Ullschmied, Vojtěch Piffl).
- 1973 Silové působení vf vln na plazma – základní, dodnes citovaná, teoretická práce (Richard Klíma, Václav Petržílka).
- 1975 Virtuální katoda výkonového elektronového svazku – předpověď vzniku a využití (Karel Jungwirth), experimentální důkaz na zařízení REBEX: generace nad tepelných elektronů, kolektivní urychlení iontů a zvýšení účinnosti ohřevu plazmatu při využití účinku virtuální katody (Pavel Šunka…).
- 1976 Experimentální toroidální zařízení INTERMEZZO – potvrzení Klímovy a Petržílkovy teorie (Jindřich Musil, Jiří Ďatlov…).
- 1979 Zřízení oddělení aplikované fyziky plazmatu – syntéza NOx, povrchové vrstvy Si3N4 (Jindřich Musil, Laco Bárdoš…)
- 1981 Rozšíření ÚFP o skupinu zabývající se vodou stabilizovaným plazmatronem – převod z organizace Aquacentrum.
- 1983–1984 Rekonstrukce tokamaku TM-1-MH na CASTOR – Czechoslovak Academy of Sciences TORus (František Žáček, Jan Stöckel…).
- 1984 Experimentální zařízení Z-pinch – zahájení činnosti výboje s impulsním napouštěním plynu – intenzivního zdroje rtg záření (Aleš Krejčí…).
- 1985 Rozšíření ÚFP o skupinu struktury materiálů (Pavel Chráska…).
- 1985–1989 Rtg analyzátor vyvinutý a vyrobený v ÚFP prokázal na zařízení GOL ohřev hustého plazmatu na teploty řádu keV (Jaroslav Rauš, Vojtěch Piffl, Ústav jaderné fyziky, Novosibirsk).
- 1985–1990 Deterministický chaos – numerické simulace nelineární interakce elektromagnetických vln s plazmatem (Ladislav Krlín, Pavel Pavlo, Zdeněk Gášek).
- 1988 Teorie Langmuirových solitonů a silné plazmové turbulence – první zahraniční spoluautor v prestižní sérii „Voprosy těorii plazmy“ (Karel Jungwirth).
- 1988 Generátor fokusovaných rázových vln pro drcení ledvinových kamenů – dokončen ve spolupráci s 1. LF UK – Interní klinikou (Pavel Šunka, Jiří Beneš…).
- 17. 11. 1989 Oslavy 30. výročí založení ústavu (společenský večer v Savarinu).
- 1990–1994 International Board of Advisors. Studie v rámci projektu (EURATOM) termonukleárního experimentálního reaktoru ITER (Pavol Pavlo, Ladislav Krlín, Richard Klíma).
- 1990–1994 Numerické simulace interakce dolně hybridních vln s elektrony a alfa-částicemi v tokamaku-reaktoru (Pavol Pavlo, Ladislav Krlín).
- 1994 Instalace čtyřkanálového rtg spektrometru vyrobeného v ÚFP na tokamaku TCV v École Polytechnique Fédérale de Lausanne (Vojtěch Piffl, Jaroslav Rauš, Aleš Krejčí).
- 1994–2000 Numerické simulace anomální difúze iontů v nízkofrekvenční turbulenci plazmatu tokamaku v jednoduchém modelu stacionárního periodického potenciálu (Ladislav Krlín, Vojtěch Svoboda, Jan Stöckel).
- 1996 Experimentální zařízení CAPEX – rychlý kapilární výboj v argonem plněné kapiláře („přenosný“ rtg laser) – zahajuje činnost (Karel Koláček…).

- 30. 6. 1997 ASTERIX IV – mezinárodní dohoda o předání laserového systému Asterix IV z Ústavu kvantové optiky Maxe Plancka (Garching u Mnichova) do ÚFP/FZÚ v Praze.

- 22. 12. 1999 EURATOM: podepsána Asociační dohoda EURATOM/IPP.CR.
- 8. 6. 2000 Prague Asterix Laser System (PALS) – oficiální spuštění laserového systému v Badatelském centru PALS – společném pracovišti ÚFP AV ČR a FZÚ AV ČR (Karel Jungwirth, Jiří Ullschmied, Karel Rohlena…).
- 2004 Badatelské centrum PALS se stává členem konzorcia 17 laboratoří z 10 evropských zemí LASERLAB-EUROPE.
- 2004 Spuštění plazmochemického reaktoru Plasgas (Milan Hrabovský, Vladimír Kopecký).
- 20. 10. 2007 Tokamak COMPASS dorazil do Prahy.
- 1. 4. 2008 Slavnostní odhalení tokamaku COMPASS za účasti představitelů EURATOM, UKAEA, EFDA, AV ČR a vlády České republiky.
- 9. 12. 2008 První plazma tokamaku COMPASS.
- 19. 2. 2009 Slavnostní spuštění tokamaku COMPASS.
- 1. 10. 2010 Vytvořeno Regionální centrum speciální optiky a optoelektronických systémů „TOPTEC“ v Turnově.
- 23. 6. 2011 Britský premiér David Cameron na návštěvě COMPASSu
- 15. 3. 2012 Otevření Laboratoře plazmových technologií v Praze – Letňanech
- 1. 2. 2015 RNDr. Radomír Pánek, Ph.D., ředitelem.

- 30. 5. 2016 Laser PALS vypálil jubilejní 50 000. výstřel.
- 5. 9. 2016 ÚFP a Centrum výzkumu Řež pořádali v Kongresovém centru v Praze 29. ročník mezinárodního sympozia o technologiích pro jadernou fúzi SOFT 2016 (cca 1 000 účastníků).
- 28. 2. 2018 Projekt nového tokamaku COMPASS Upgrade obdržel oficiální formální Rozhodnutí o poskytnutí dotace od Ministerstva školství, mládeže a tělovýchovy České republiky.
- 23. 10. 2019 Předsedkyně AV ČR a ředitel ÚFP podepsali ve Washingtonu dohodu o kooperaci AV ČR a ÚFP s Department of Energy (DoE), federálním Ministerstvem energetiky Spojených států amerických.
- 18. 11. 2019 ÚFP pořádal v hotelu Ambassador slavnostní setkání na oslavu 60. výročí od svého založení.
- 24. 1. 2020 Doc. RNDr. Radomír Pánek, Ph.D. jmenován ředitelem ÚFP na druhé funkční období.
- 30. 1. 2020 Tým Oddělení tokamak realizoval jubilejní 20 000. experimentální výboj.
- 8. 6. 2020 Laserový systém PALS oslavil 20 let.
- duben 2020 Zahájena výstavba nové hlavní budovy ÚFP.
- 22. 10. 2021 Z experimentální haly ÚFP byl odvezen tokamak COMPASS.
- prosinec 2021 Dokončena stavba nové administrativní budovy ÚFP.
- 30. 5. 2022 Nová administrativní budova ÚFP, jejíž výstavba započala v dubnu roku 2020, byla dne 30. května slavnostně otevřena za přítomnosti předsedkyně AV ČR a dalších významných hostů.
- září 2023 První fáze stavebních prací pro projekt COMPASS-U dokončena.